# Артур, Джозеф
Джозеф Артур (родился 28 сентября 1971 года, Акрон, штат Огайо) — современный автор-исполнитель. В середине 90-х приглашен Питером Гэбриэлом в лейбл Real World.

## Дискография

### Студийные альбомы
Big City Secrets (11 марта 1997)

Come to Where I’m From (11 апреля 2000) 

Redemption’s Son (20 мая 2002) 

Our Shadows Will Remain (12 октября 2004) 

Nuclear Daydream (19 сентября 2006) 

Let’s Just Be (17 апреля 2007) 

Temporary People (30 сентября 2008)

### EP
Cut and Blind (август 1996) 

Vacancy (11 мая 1999) 

Junkyard Hearts I (15 февраля 2002) 

Junkyard Hearts II (28 февраля 2002) 

Junkyard Hearts III (15 марта 2002) 

Junkyard Hearts IV (28 марта 2002) 

And the Thieves Are Gone (7 декабря 2004) 

Could We Survive (18 марта 2008) 

Crazy Rain (15 апреля 2008) 

Vagabond Skies (10 июня 2008) 

Foreign Girls (8 июля 2008)